# インカ王国の秘宝
『インカ王国の秘宝』（インカおうこくのひほう、Secret of the Incas）は、1954年に公開されたアメリカ合衆国のアドベンチャー映画。
監督ジェリー・ホッパー。ペルーのマチュ・ピチュで撮影されたこの映画は、『レイダース/失われたアーク《聖櫃》』にインスピレーションを与えたことでも知られる。

## キャスト
| 役名               | 俳優                   | 日本語吹替                                                                              |
| 役名               | 俳優                   | 東京12ch版                                                                              |
| ------------------ | ---------------------- | --------------------------------------------------------------------------------------- |
| ハリー             | チャールトン・ヘストン | 大塚周夫                                                                                |
| イレーナ           | ニコール・モーリー     | 山崎左度子                                                                              |
| エド               | トーマス・ミッチェル   | 早野寿郎                                                                                |
| ムアヘッド         | ロバート・ヤング       | 中村正                                                                                  |
| チャーリー         | ジョン・マーシャル     | 島田彰                                                                                  |
| ウインストン夫人   | グレンダ・ファレル     |                                                                                         |
| コリ=チカ          | イマ・スマック         |                                                                                         |
| パチャクテク       | マイケル・ペイト       |                                                                                         |
| アントン・マルク   | レオン・アスキン       |                                                                                         |
| フィリップ・ラング | ウィリアム・ヘンリー   |                                                                                         |
| モリス嬢           | マリオン・ロス         |                                                                                         |
| バーの男           | アルビー・ムーア       |                                                                                         |
| 不明 その他        |                        | 吉沢久嘉 沼波輝枝 緑川稔 河村弘二 たてかべ和也 翠準子 安田隆 菊池紘子 鈴木泰明 水鳥鉄夫 |
|                    |                        |                                                                                         |
| 演出               | 演出                   | 近森啓祐                                                                                |
| 翻訳               | 翻訳                   | 上田公子                                                                                |
| 効果               |                        |                                                                                         |
| 調整               |                        |                                                                                         |
| 制作               | 制作                   | 東北新社                                                                                |
| 解説               |                        |                                                                                         |
| 初回放送           | 初回放送               | 1970年5月14日 『木曜洋画劇場』                                                          |